# یوکی ایتو (بازیگر)
یوکی ایتو (انگلیسی: Yuki Ito؛ زادهٔ ۲۴ ژانویهٔ ۱۹۸۵) بازیگر اهل ژاپن است.
از فیلم‌ها یا برنامه‌های تلویزیونی که وی در آن نقش داشته‌است می‌توان به همه چیز درباره لیلی چوچو اشاره کرد.